# La Tour-de-Peilz
La Tour-de-Peilz [ˈtuʁdəˌpɛ] ist eine politische Gemeinde im Distrikt Bezirk Riviera-Pays-d’Enhaut im Kanton Waadt in der Schweiz.

## Geographie
La Tour-de-Peilz liegt auf 385 m ü. M., 1,5 km südöstlich des Bezirkshauptortes Vevey (Luftlinie). Die Stadt erstreckt sich am Nordostufer des Genfersees, das auch als Riviera vaudoise bezeichnet wird, und auf den angrenzenden Hängen, am Fuss des Aussichtsberges Les Pléiades, in der Tourismusregion Vevey-Montreux.
Die Fläche des 3,3 km² grossen Gemeindegebiets umfasst einen Abschnitt am Nordostufer des Genfersees (rund 3 km Seeuferlinie). Südlich der Altstadt ragt die Halbinsel La Becque in den See hinaus. Der Gemeindeboden erstreckt sich vom Seeufer über einen verhältnismässig flachen Uferrandstreifen bis auf die sanft geneigten Hänge unterhalb von Blonay. Auf der Geländeterrasse von Villard wird mit 506 m ü. M. der höchste Punkt von La Tour-de-Peilz erreicht. Im Südosten wird das Gebiet durch den Bach von Burier, im Nordosten durch die Autobahn A9 und im Norden durch den Bach Ognona begrenzt. Auch der Rebhügel Crêt Richard (486 m ü. M.) nördlich der Ognona gehört noch zu La Tour-de-Peilz. Von der Gemeindefläche entfielen 1997 61 % auf Siedlungen, 4 % auf Wald und Gehölze, 34 % auf Landwirtschaft und etwas weniger als 1 % war unproduktives Land.
Zu La Tour-de-Peilz gehören der ehemalige Weiler Burier (390 m ü. M.) und mehrere Weingüter. Nachbargemeinden von La Tour-de-Peilz sind Montreux, Blonay – Saint-Légier und Vevey.

## Geschichte
Durch das Gemeindegebiet von La Tour-de-Peilz führte während der Römerzeit die Heerstrasse vom Grossen Sankt Bernhard nach Aventicum (Avenches). Auch aus der gallischen und der burgundischen Zeitepoche wurden einige Spuren entdeckt.
Die erste urkundliche Erwähnung des Ortes erfolgte 1228 unter dem Namen Turris de Peil und latinisiert Turris Peliana. Im 13. Jahrhundert wurde auch die Bezeichnung Turris Viviaci (Tour de Vevey) verwendet. Die Herkunft des Ortsnamens ist nicht einwandfrei geklärt. Peilz könnte vom römischen Geschlechtsnamen Pellius abstammen oder vom früheren Namen Peys für die Halbinsel La Becque hergeleitet sein.

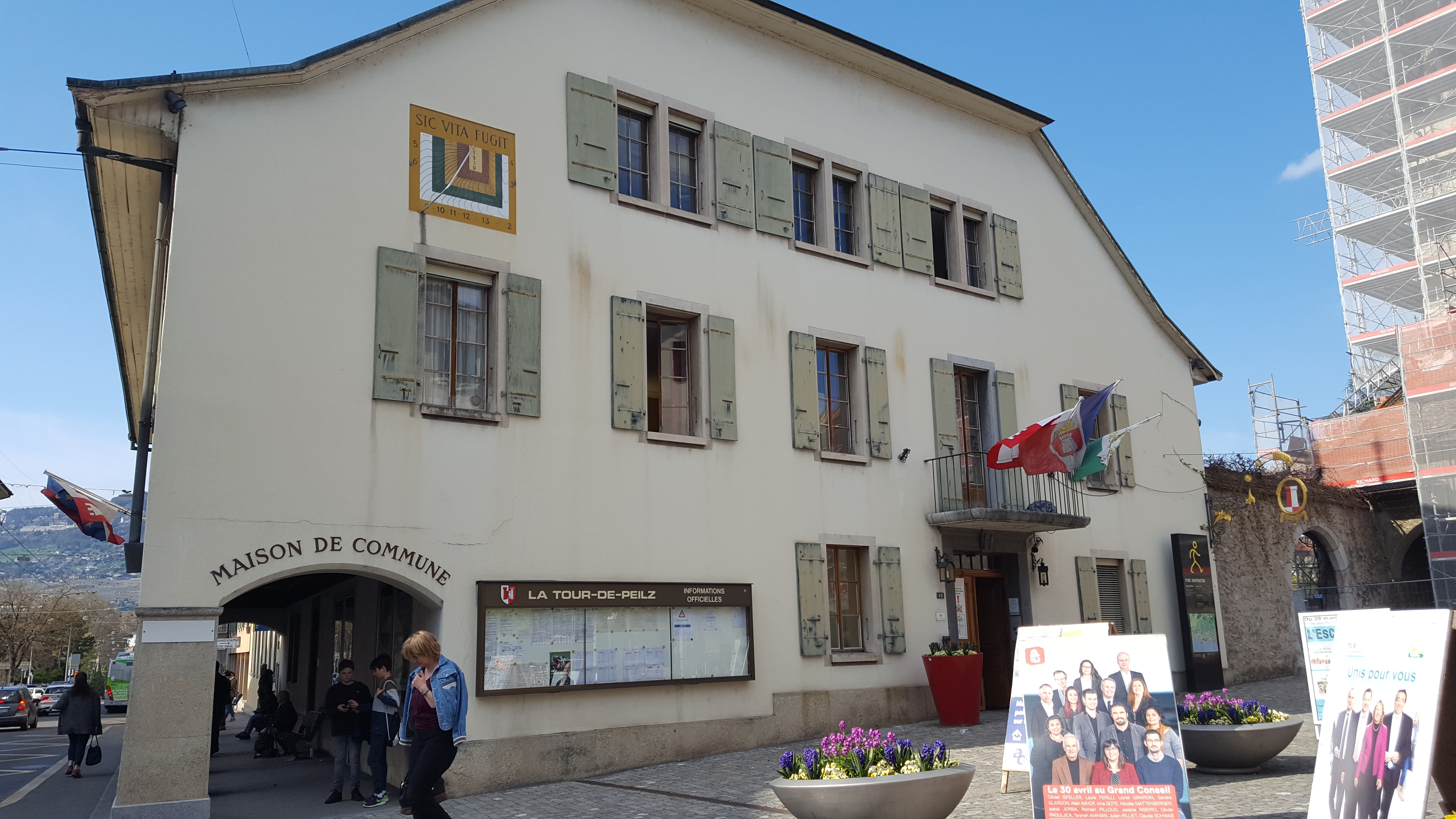
Das Gemeindehaus/Maison de Commune von La-Tour de-Peilz

Luftbild aus 600 m von Walter Mittelholzer (1919)

Das Gebiet von La Tour-de-Peilz gehörte im 12. Jahrhundert dem Bischof von Sion, der damit die Grafen von Genf belehnte. Diese liessen den Befestigungsturm erbauen und das Lehen durch ein Dienstmannengeschlecht verwalten, das den Namen des Ortes annahm. 1251 brachte Peter von Savoyen zunächst einen Teil, später das ganze Gebiet an sich. Graf Philipp von Savoyen gab dem Ort 1282 das Stadtrecht. La Tour-de-Peilz war einer der wichtigsten Handelshäfen am Genfersee und bedeutender Umschlagsplatz vom Schiffs- auf den Landverkehr. Dadurch erlangte die Stadt schon früh einen gewissen Wohlstand. Am 8. Juni 1476 wurden die Stadt und das Schloss von den Bernern gebrandschatzt.
Mit der Eroberung der Waadt durch Bern im Jahr 1536 gelangte La Tour-de-Peilz unter die Verwaltung der Vogtei Vevey. Nach dem Zusammenbruch des Ancien Régime gehörte die Stadt von 1798 bis 1803 während der Helvetik zum Kanton Léman, der anschliessend mit der Inkraftsetzung der Mediationsverfassung im Kanton Waadt aufging. 1798 wurde die Stadt dem Bezirk Vevey zugeteilt. Dank seiner Lage an der Waadtländer Riviera zwischen Vevey und Montreux setzte auch in La Tour-de-Peilz Ende des 19. Jahrhunderts der wirtschaftliche Aufschwung ein, und die Stadt entwickelte sich zu einem Fremdenverkehrsort.

## Bevölkerung
| Bevölkerungsentwicklung | Bevölkerungsentwicklung |
| Jahr                    | Einwohner               |
| ----------------------- | ----------------------- |
| 1850                    | 1035                    |
| 1870                    | 1627                    |
| 1900                    | 2417                    |
| 1910                    | 3348                    |
| 1930                    | 4266                    |
| 1950                    | 5015                    |
| 1960                    | 6820                    |
| 1970                    | 8864                    |
| 1980                    | 9411                    |
| 1990                    | 10'197                  |
| 2000                    | 10'230                  |
| 2019                    | 11'879                  |

### Bevölkerungsentwicklung
Die Bevölkerungszahl von La Tour-de-Peilz stieg vor allem in der Zeit von 1940 bis 1970 markant an. Seither hat sich der Trend stark verlangsamt, zeigt aber weiterhin nach oben. Das Siedlungsgebiet von La Tour-de-Peilz ist heute lückenlos mit denjenigen von Vevey und Montreux zusammengewachsen.

### Sprachen
Mit 12'595 Einwohnern (Stand 31. Dezember 2023) gehört La Tour-de-Peilz zu den grossen Gemeinden des Kantons Waadt; es ist die drittgrösste Stadt der Region Vevey-Montreux. Von den Bewohnern sind 83,0 % französischsprachig, 5,9 % deutschsprachig und 2,9 % italienischsprachig (Stand 2000).

## Wappen
Blasonierung: „Gespalten von Silber und Rot, darin ein vierzinnig Tor mit in Naturstein gefasstem offenem Portal und beidseitig anschließenden vorgezogenen dreizinnigen Flankentürmen mit zwei untereinander liegenden schwarzen Fenstern in verwechselten Farben.“

## Infrastruktur

### Wirtschaft
Bis Ende des 19. Jahrhunderts war La Tour-de-Peilz ein Acker- und Weinbauernstädtchen. Zu Beginn des 20. Jahrhunderts entwickelte es sich dank seines milden Klimas und der attraktiven Lage am Genfersee zu einem Erholungs- und Ferienort. Gleichzeitig wurde es zu einem bevorzugten Wohnvorort von Vevey.
Heute bietet die Stadt rund 2500 Arbeitsplätze. Davon werden rund 4 % dem primären Sektor, 11 % dem industriellen Sektor und 85 % dem Dienstleistungssektor zugerechnet (Stand 2001). An den Südhängen der Terrasse von Villard und des Crêt Richard sowie zwischen den oberen Wohngebieten von La Tour-de-Peilz wird auf zahlreichen unzusammenhängenden Flächen Weinbau betrieben. Der fruchtbare Boden und das günstige Klima eignen sich auch für Ackerbau und Gemüsebau.

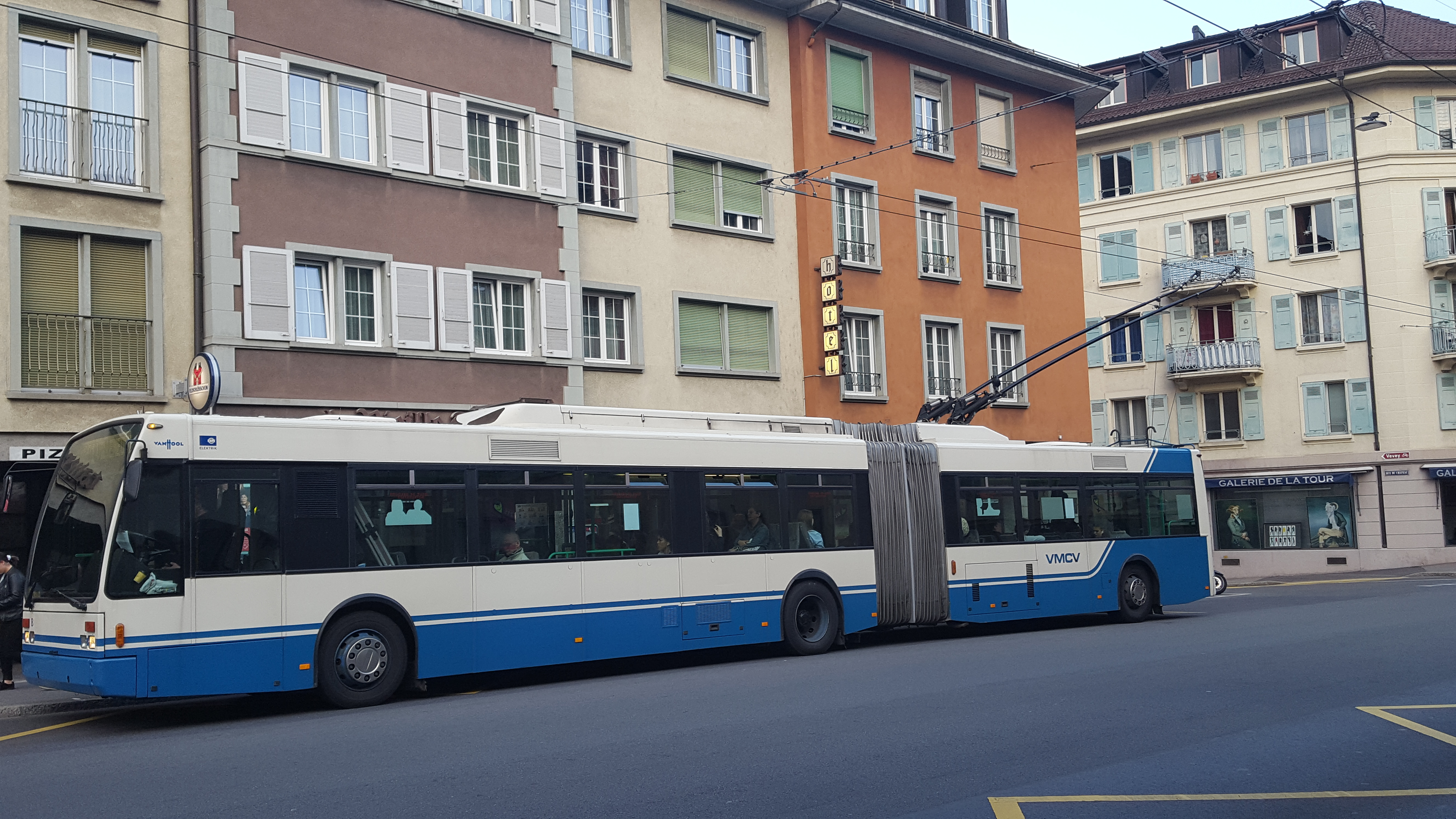
Trolleybus bei der Haltestelle "La Tour-de-Peilz Centre"

Die Stadt besitzt einige Gewerbe- und Handelsunternehmen, darunter die auf Gartenbau spezialisierten Brunner Frères, die Société de gestion EVGE SA und Laboratorien beziehungsweise Büros der Nestlé AG. Das Gewerbe ist stark auf den Tourismus ausgerichtet. Im Weiteren ist La Tour-de-Peilz Standort des Centre d’enseignement secondaire supérieur de l’est vaudois (ein Schul- und Bildungszentrum), sowie zahlreicher weiterer Schulen.
In den letzten Jahrzehnten hat sich La Tour-de-Peilz zur Wohngemeinde mit ausgedehnten Villen- und Einfamilienhausquartieren entwickelt. Viele Erwerbstätige pendeln nach Vevey, Montreux oder Lausanne zur Arbeit.

### Verkehr

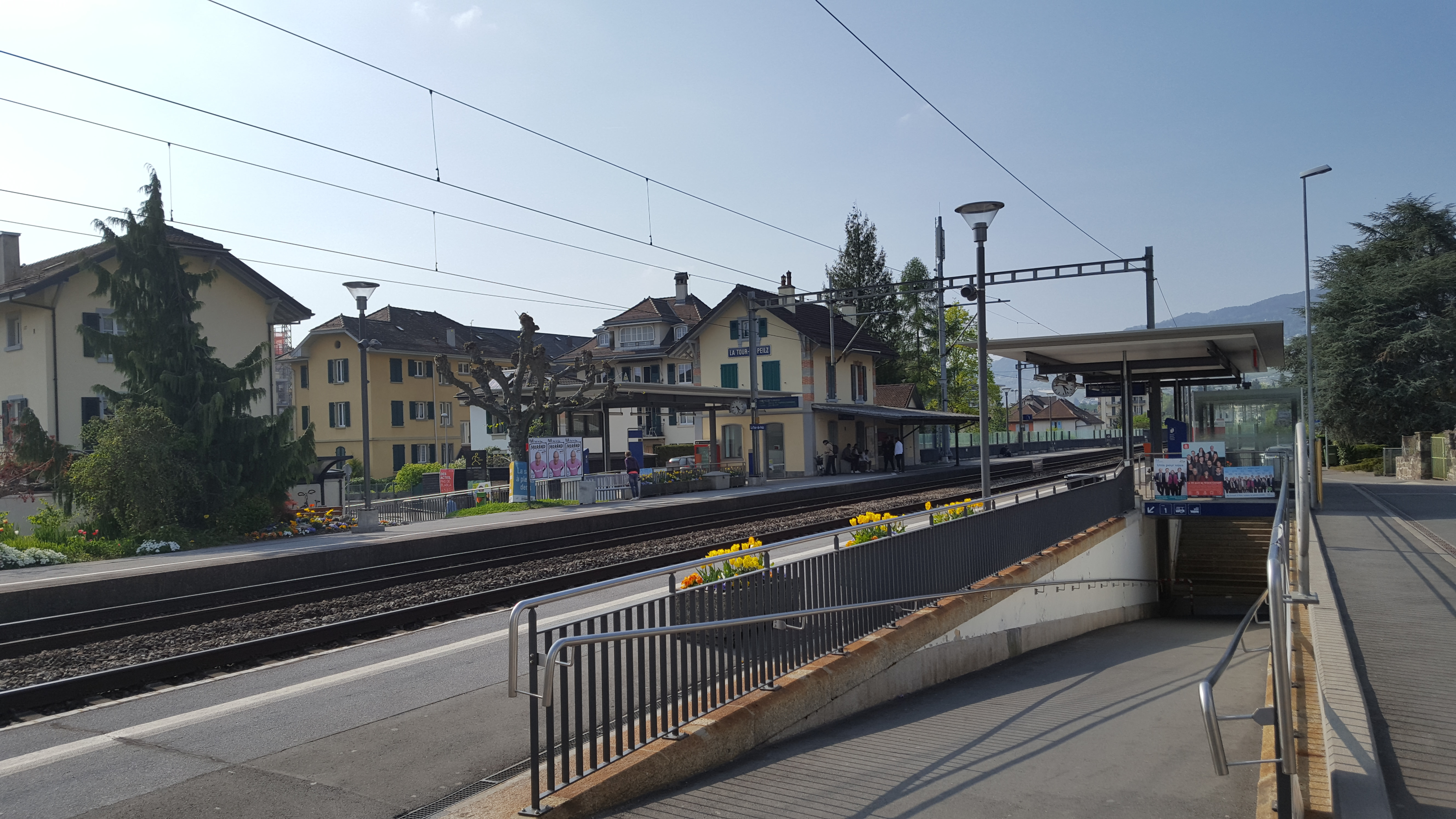
Der Bahnhof von La Tour-de-Peilz

Die Gemeinde ist verkehrstechnisch sehr gut erschlossen. Sie liegt an der Hauptstrasse 9, die von Lausanne entlang dem Seeufer via Vevey und Montreux ins Wallis führt. Der nächste Autobahnanschluss (Vevey) an die 1970 eröffnete A9 (Lausanne–Sion) ist rund 3 km vom Stadtkern entfernt.
Am 2. April 1861 wurde der Abschnitt Lausanne-Villeneuve der Bahnlinie von Lausanne nach Sion mit einem Bahnhof in La Tour-de-Peilz eröffnet. Zudem existiert auf Gemeindegebiet noch die SBB-Haltestelle Burier. Ab 1888 verkehrte entlang des Seeufers die Tramway Vevey–Montreux–Chillon–Villeneuve, eine elektrische Strassenbahn. Sie war die erste elektrisch betriebene Bahn der Schweiz und wurde 1957 durch den Trolleybus Vevey–Villeneuve ersetzt, welcher heute von der Gesellschaft Transports publics Vevey-Montreux-Chillon-Villeneuve (VMCV) betrieben wird.

## Kultur

### Museen und Freizeit
Das Schloss La Tour-de-Peilz am Seeufer beherbergt seit 1987 das Schweizer Spielmuseum (Musée Suisse du jeu). Gleich neben dem Schloss befindet sich der Hafen, vor dem Eisenbahnzeitalter ein wichtiger Handelshafen, heute zum Sportbootshafen umgebaut. Das Seeufer von der Grenze zu Vevey bis zur Halbinsel La Becque ist als Erholungs- und Freizeitzone gestaltet.

### Sehenswürdigkeiten

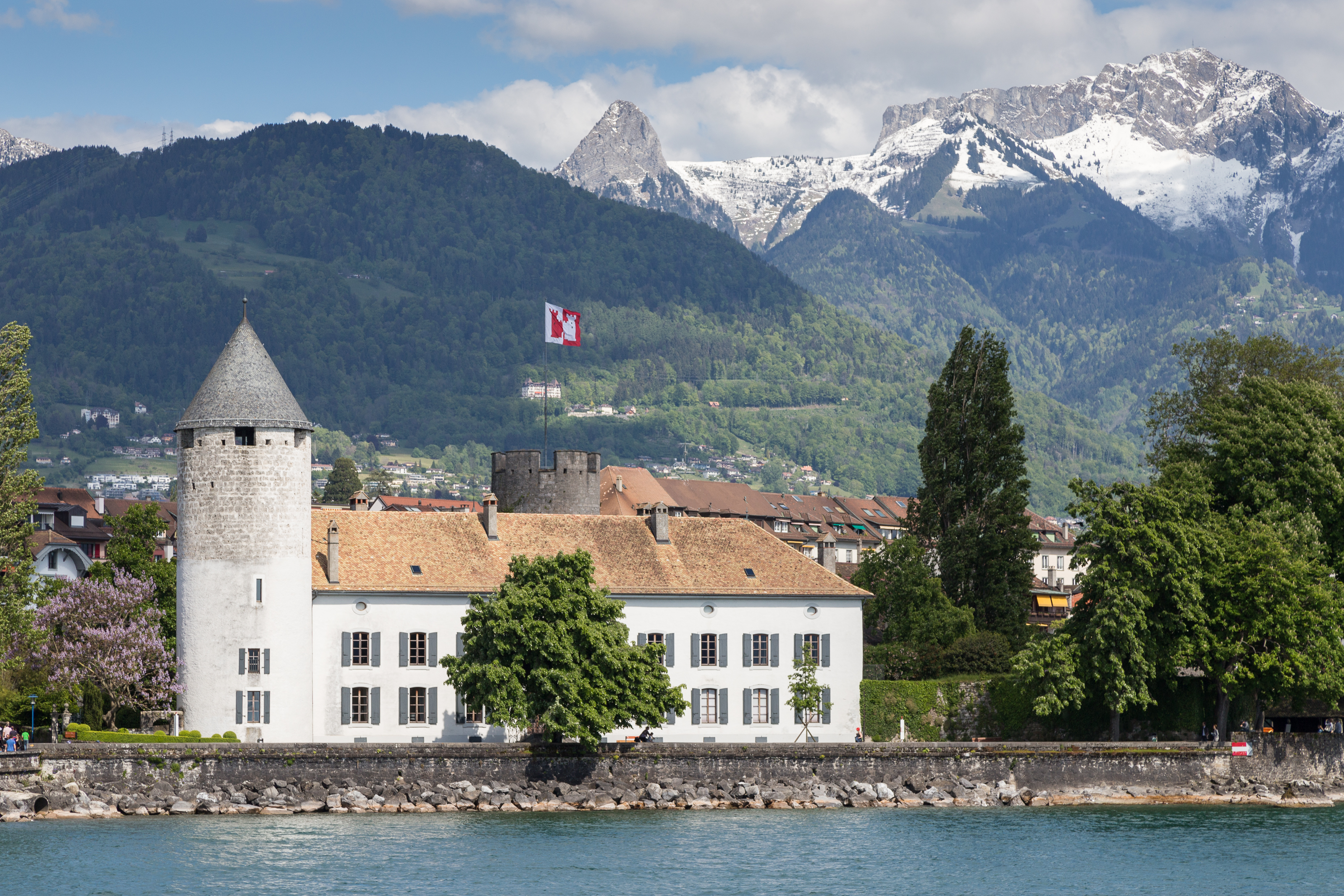
Schloss La Tour-de-Peilz von der Seeseite

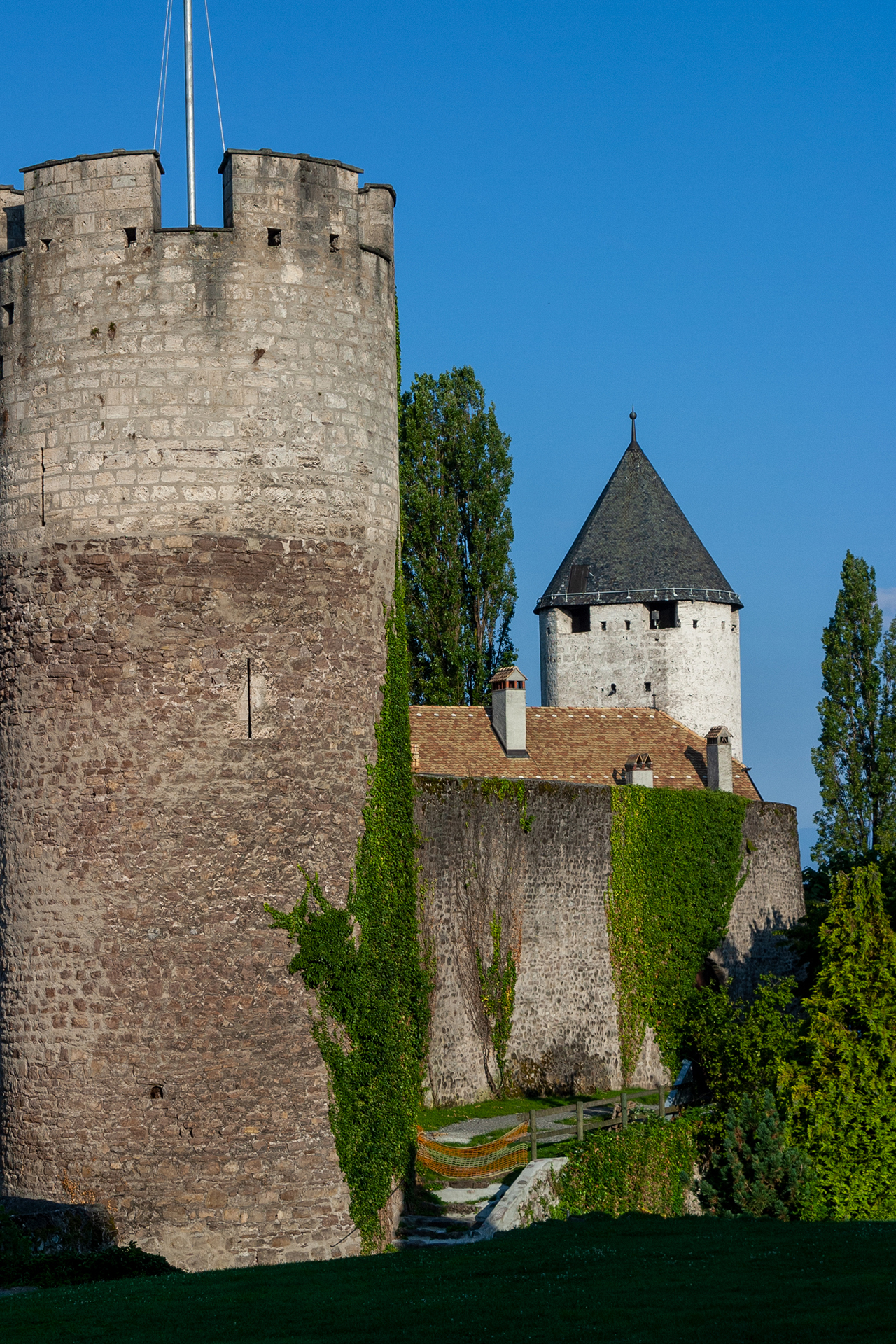
Schloss La Tour-de-Peilz

Die reformierte Pfarrkirche Saint-Théodule stammt im Kern aus dem 14. Jahrhundert, wurde aber in den Jahren 1792 bis 1796 umgestaltet. Der Kirchturm diente früher als Stadttor. Ferner ist ein Teil der ehemaligen Stadtmauer aus dem 13. Jahrhundert in die Kirche integriert und bildet heute die Nordwand des Schiffes und der Sakristei; die Glasfenster wurden in den 1960er Jahren angefertigt. Vor der Kirche steht der Freiheitsbrunnen (Fontaine de la liberté).
Das Schloss La Tour-de-Peilz wurde 1251–1257 unter Peter von Savoyen erbaut. Es steht direkt am Seeufer, auf der Nordseite des ehemaligen Handelshafens. Nach seiner Zerstörung durch die Eidgenossen blieb das Schloss lange Zeit als Ruine stehen und wurde erst Mitte des 18. Jahrhunderts wieder instand gesetzt. Es wurde 1979 von der Gemeinde La Tour-de-Peilz erworben, steht mit seinen beiden Rundtürmen, der Umfassungsmauer und dem Wohntrakt seit 1973 unter Denkmalschutz und beherbergt das Schweizer Spielmuseum.
Überwiegend aus dem 18. Jahrhundert stammt das Haus Hugonin, ein ehemaliger Herrensitz, in dem heute die Gemeindeverwaltung untergebracht ist. Auf einem Hügel nahe dem Seeufer steht das Schloss Sully (1882 erbaut), derzeit im Besitz von Shania Twain. Am Hang oberhalb von La Tour-de-Peilz befindet sich der Herrensitz Domaine de la Doges (benannt nach der ehemaligen Besitzerfamilie Doges), der 1711 errichtet wurde. Im Garten steht ein Turm, der wahrscheinlich älter als der Landsitz ist und früher als Wach- und Signalturm oder auch als Windmühle diente.
Die britische Schriftstellerin Bryher, ihre Lebensgefährtin, die Dichterin H. D. (Hilda Doolittle) und Bryhers Ehemann, der Schriftsteller Kenneth Macpherson lebten ab 1929 in der von Alexander Ferenczy und Hermann Henselmann im Bauhaus-Stil errichteten Villa Kenwin, Chemin de Vallon 19, die ein idealer Raum zum Wohnen und Arbeiten, für kreatives Schaffen, Konzerte und Feste sein sollte.
Auf rund 40 bis 60 Meter unter der Wasseroberfläche liegt das Wrack der Hirondelle vor La Tour-de-Peilz. Der Raddampfer sank, nachdem er am 10. Juni 1862 auf eine Felsformation aufgelaufen war. Heute ist das Wrack ein beliebtes Ziel für Wracktaucher.

## Partnerschaft
Die Gemeinde ist seit 1982 mit Ornans im französischen Département Doubs verschwistert, wo der hier verstorbene Gustave Courbet geboren war.

## Persönlichkeiten
- Gustave Courbet (1819–1877), französischer Maler
- Jules Bovon (1852–1904), evangelischer Geistlicher und Hochschullehrer an der Universität Lausanne
- Alice Perrin (1867–1934), Schriftstellerin
- Alexandre Mairet (1880–1947), Maler und Holzschneider
- Louis-Séverin Haller (1895–1987), römisch-katholischer Abtbischof von Saint-Maurice
- Jacques Piccard (1922–2008), Ozeanograph, lebte und starb in La Tour-de-Peilz
- Maria Emanuel Markgraf von Meißen (1926–2012), Herzog zu Sachsen
- Derib (* 1944 als Claude de Ribaupierre), Comiczeichner, in La Tour-de-Peilz geboren
- Patrick Juvet (1950–2021), Musiker, aufgewachsen in La Tour-de-Peilz
- Marianne Chapuisat (* 1969), Lehrerin und Bergsteigerin

In Tour-de-Peilz wohnhaft:
- Robert John „Mutt“ Lange (* 1948), südafrikanischer Musikproduzent
- Jean-Claude Biver (* 1949), Unternehmer und Manager in der Uhrenindustrie
- Ursula Zeller (* 1958), Direktorin der Stiftung Alimentarium, Vevey
- Shania Twain (* 1965), kanadische Countrysängerin, lebte mit Lange bis 2008 in La Tour-de-Peilz
- Manuela Maleeva (* 1967), bulgarisch-schweizerische Tennisspielerin